# Tigre
Tigre – miasto w Argentynie, zespole miejskim Buenos Aires, nad rzeką Luján.
Liczba mieszkańców w 2003 roku wynosiła ok. 306 tys.

## Galeria

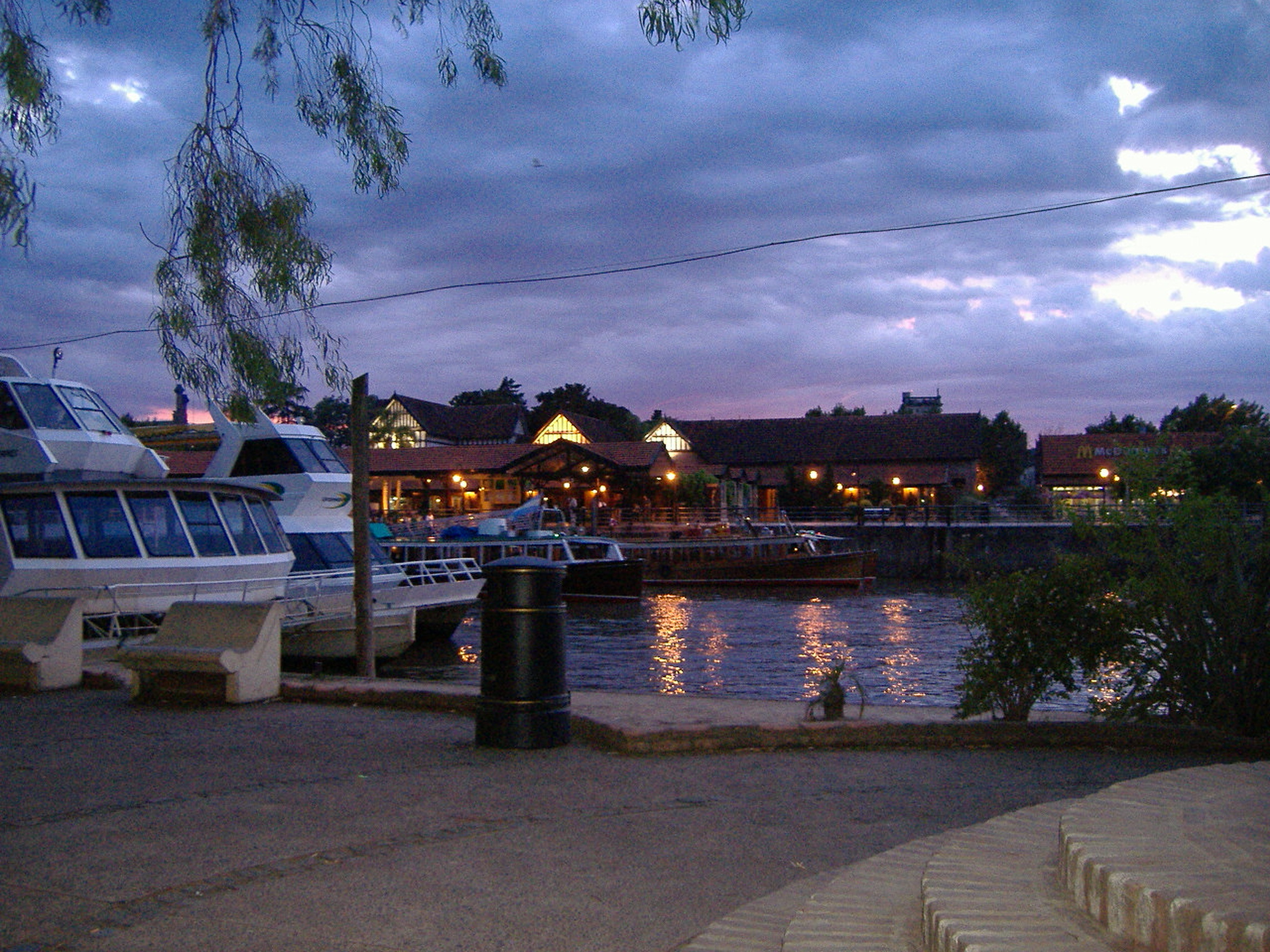
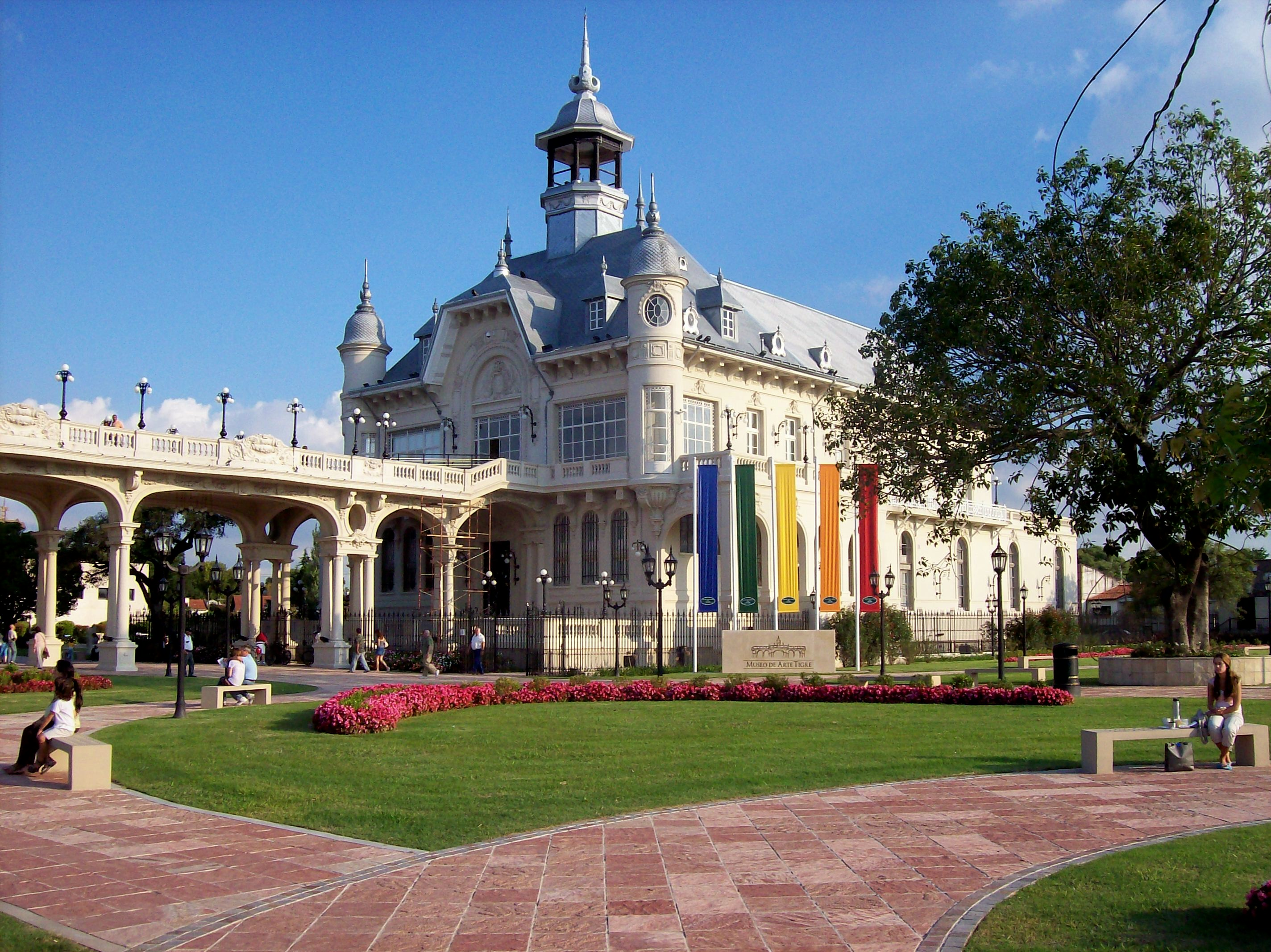
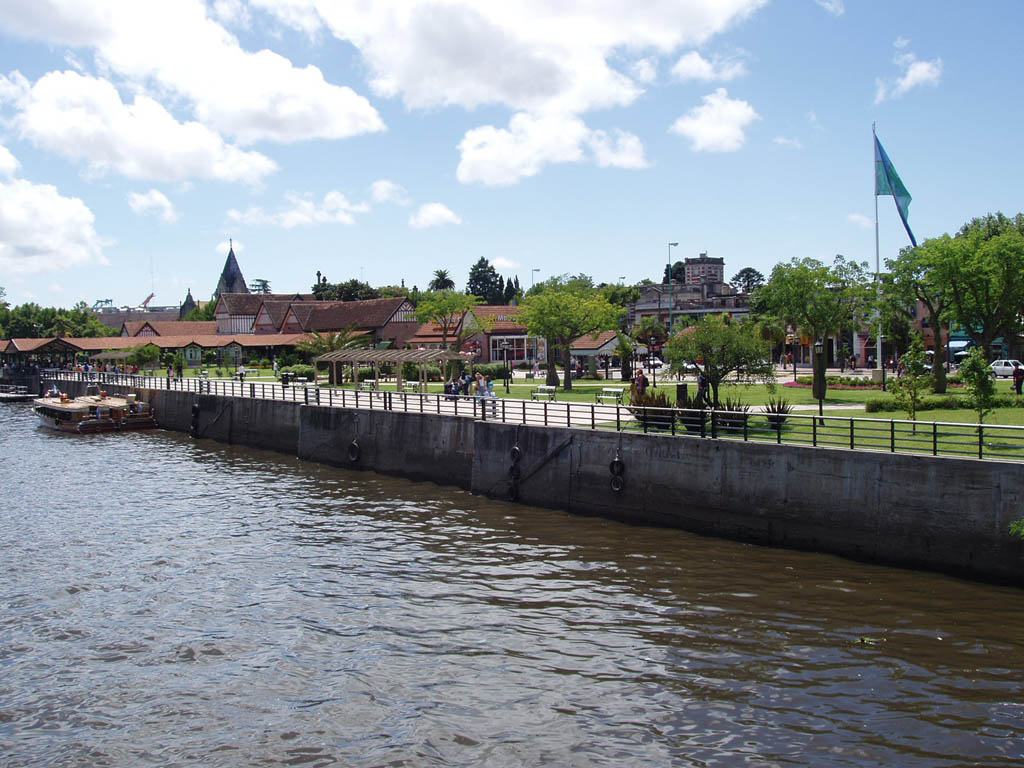